# 南昌铁路分局
南昌铁路分局是一个曾经存在的铁路分局，先后归上海铁路局、广州铁路管理局和南昌铁路局管辖。

## 历史

### 南昌铁路办事处
1949年5月下旬江西省境内的浙赣铁路和南浔铁路沿线车站先后解放由省人民政府接管，成立了南昌办事处和军管会由江西省交通接管部部长李云任主任，并负责对管内战争中破坏线路的恢复，温家圳以东线路则由原浙赣铁路局负责修复，而萍乡至株洲段线路由衡阳铁路管理局负责修复。
同年7月14日办事处主任颜志敏（李云已调任）向上级请示南昌办事处的归属问题，中共中南局和华东局商定后决定南昌铁路办事处从1949年7月1日起划归江南铁路管理局（8月日改为上海）管辖，7月18日南昌铁路办事处正式成立，管辖浙赣线温家圳至樟树和抢修中的樟树至萍乡200公里线路、向南、南浔线等计436公里。
1949年12月20日浙赣线全线修复通车，办事处将管内6个工务总段调整组成南昌、九江、新余、萍乡工务段。
1950年3月20日铁道部电令将浙赣线株洲站外东端946公里处为界，该处以东划归上海局，由南昌办事处4月接管。:356

### 南昌铁路局分局
1950年7月1日南昌铁路办事处撤销，成立南昌铁路分局，属上海铁路管理局，7月还成立了中共南昌分局委员会；该分局管辖浙赣线鹰潭刘家间K501公里处至五里墩株洲间K946公里处及向南、南浔线；共计管辖611.8公里
1953年1月1日南昌铁路分局改为南昌铁路运输分局，同时归广州铁路管理局:大事记:大事记:356
1956年1月南昌铁路运输分局改为南昌铁路管理分局，管辖浙赣线鹰潭刘家间501公里处至新余河下间743公里处和向南、南浔线，计管辖402.3公里。
1958年1月1日南昌铁路局分局划给新成立的南昌铁路局:大事记:（第六章 铁路管理→第一节 体制机构→一、建国前体制机构），南昌铁路分局随后撤销:356。

### 南昌铁路局分局（第二次）
1963年4月1日，铁道部撤销南昌铁路局:344，并入上海铁路局，改为南昌铁路分局:大事记；4月成立中共南昌铁路分局委员会:356。该分局管辖浙赣线东起鹰潭刘家间K498.7公里处西至姚家坝五里墩间K930公里处，南到鹰厦线K0.6公里处及向九线、丰城支线等808.7公里。:356-357
1965年6月1日根据铁道部决定，将上海铁路局所辖的南昌铁路分局划给新成立的南昌铁路局管辖，两局分界在浙赣线K186.500处（金华站信号机外）。:357:大事记
1966年7月日南昌铁路分局管界调整为浙赣线鹰潭刘家间K494.7公里处:357。
1969年6月该分局管辖浙赣线鹰潭刘家间K494.7公里处至老关醴陵间K889.5公里处及向九线和张塘、向乐等支线，共计管辖747.7公里。
1972年1月管界调整为浙赣线新塘边下镇间325.5公里处至老关醴陵间889.5公里处，鹰厦线鹰潭至资溪铁关村间75.2公里处，向九线和向乐、张塘、张建、泉高、新泰、弋樟等支线计管辖1006.7公里。:357
1976年1月1日成立鹰潭铁路分局，南昌铁路分局管界浙赣线调整为鹰潭至刘家493.1公里处。:503
1984年10月1日南昌铁路局撤销，南昌分局划归上海铁路局管辖。
1986年10月5日鹰潭铁路分局撤销，并入南昌分局，管界调整为浙赣线东起上饶十里间382.5公里处（1988年1月15日调整为新塘边至下镇间325.5公里处）西至老关醴陵间889.5公里处，皖赣线北起景德镇浮梁间400.5公里处(1988年1月15日调整为营里至倒湖间342.4公里处），与福州分局分界为鹰厦线鹰潭南站―余家间7公里处，总共管辖1191.2公里。
1990年10月1日分局接管武九线，管界为枫林夏畈间91.5公里处，计管辖1510.0公里。:357
1996年8月8日，南昌铁路分局撤销，南昌铁路局成立:1。